# Шакелл, Алекс
Алекс Шэкелл (род. 13 ноября 2006, Мишен-Вьехо, Калифорния) — американская пловчиха, член сборной США на Олимпийских играх 2024 года. Шэкелл прошла отбор на отборочных соревнованиях сборной США по плаванию 2024 года, заняв шестое место на дистанции 200 м вольным стилем.

## Личная жизнь
Её брат, Аарон, также прошел отбор в олимпийскую сборную США 2024 года, заняв первое место на дистанции 400 м вольным стилем. Отец Алекс, Николас, также был олимпийским пловцом и представлял Великобританию на Олимпийских играх 1996 года в заплыве на 100 м вольным стилем.